# Erin Huck
Erin Huck (Verenigde Staten van Amerika, 17 juni 1981) is een veldrijdster en mountainbikester uit de Verenigde Staten van Amerika.

## Carrière
Huck nam deel aan de Pan-Amerikaanse Spelen 2015 en de Wereldbeker mountainbike 2021.
In 2016 en 2017 werd Huck nationaal kampioene mountainbike van de Verenigde Staten.
In oktober 2017 won Huck de US Open of Cyclocross in Boulder City.

## Resultaten

### Veldrijden

#### Resultatentabel
| Seizoen      | WK | PAK | AK | Klassementen | Klassementen | Klassementen | Podia | Podia  | Podia | Aantal crossen |
| Seizoen      | WK | PAK | AK | WB           | SP           | Trofee       | Goud  | Zilver | Brons | Aantal crossen |
| ------------ | -- | --- | -- | ------------ | ------------ | ------------ | ----- | ------ | ----- | -------------- |
| 2016-2017    | -  | -   | -  | -            | -            | -            | 0     | 0      | 1     | 1              |
| 2017-2018    | -  | -   | -  | -            | -            | -            | 1     | 0      | 0     | 1              |
| Totaal Elite | –  | –   | –  | –            | –            | –            | 1     | 0      | 1     | 2              |

#### Podiumplaatsen elite
| Nr.           | Seizoen       | Datum           | Veldrit                     | Cat.          | Wedstrijdserie |  |
| Overwinningen | Overwinningen | Overwinningen   | Overwinningen               | Overwinningen | Overwinningen  |  |
| ------------- | ------------- | --------------- | --------------------------- | ------------- | -------------- |  |
| 1.            | 2017-2018     | 14 oktober 2017 | US Open of Cyclocross Day 1 | C2            | Overige        |  |
| 3e plaatsen   |               |                 |                             |               |                |  |
| 1.            | 2016-2017     | 15 oktober 2016 | US Open of Cyclocross       | C2            | Overige        |  |